# Белавино (городской округ Солнечногорск)
Белавино — деревня в Московской области России. Входит в городской округ Солнечногорск. Население — 0 человек (2010).

## География
Деревня Белавино расположена в центральной части Московской области, на юго-западе округа, примерно в 12 км к югу от города Солнечногорска, в 4 км к западу от рабочего посёлка Поварово. В деревне 4 улицы — Изумрудная, Кленовая, Лесная и Сиреневая. Ближайшие населённые пункты — деревни Дудкино, Задорино, Клочково и Новинки.

## Население
| 1859 | 1890 | 1899 | 1926 | 1998 | 2002 | 2010 |
| ---- | ---- | ---- | ---- | ---- | ---- | ---- |
| 140  | ↘122 | ↘103 | ↗154 | ↘5   | ↘2   | ↘0   |

## История
В «Списке населённых мест» 1862 года Ивановское, Белавино (Богородское) — владельческое село 1-го стана Звенигородского уезда Московской губернии по правую сторону тракта из Воскресенска в Клин, в 40 верстах от уездного города, при реке Безымянке, с 19 дворами, православной церковью и 140 жителями (71 мужчина, 69 женщин).
По данным на 1890 год входила в состав Пятницкой волости Звенигородского уезда, число душ составляло 122 человека.
В 1913 году — 22 двора, церковно-приходская школа и помещичья усадьба.
По материалам Всесоюзной переписи населения 1926 года — центр Белавинского сельсовета Пятницкой волости Воскресенского уезда, проживало 154 жителя (72 мужчины, 82 женщины), насчитывалось 36 хозяйств, среди которых 27 крестьянских, имелась школа 1-й ступени, располагался районный сельский совет, работала трудовая артель «Сетка».
С 1929 года — населённый пункт в составе Солнечногорского района Московского округа Московской области. Постановлением ЦИК и СНК от 23 июля 1930 года округа как административно-территориальные единицы были ликвидированы.
1929—1957 гг., 1960—1963 гг., 1965—1974 гг. — центр Белавинского сельсовета Солнечногорского района.
1957—1960 гг. — центр Белавинского сельсовета Химкинского района.
1963—1965 гг. — центр Белавинского сельсовета Солнечногорского укрупнённого сельского района.
1974—1994 гг. — деревня Пешковского сельсовета Солнечногорского района.
До 1950-х гг. в Белавине существовала Иоаннопредтеченская церковь, построенная в 1822—1845 гг. на месте старого каменного здания конца XVII века на средства П. И. Мосалова и Г. Я. Высоцкого.
В 1994 году Московской областной думой было утверждено положение о местном самоуправлении в Московской области, сельские советы как административно-территориальные единицы были преобразованы в сельские округа.
С 1994 до 2005 гг. деревня входила в Пешковский сельский округ Солнечногорского района.
С 2005 до 2019 гг. деревня включалась в городское поселение Поварово Солнечногорского муниципального района.
С 2019 года деревня входит в городской округ Солнечногорск, в рамках администрации которого деревня относится к территориальному управлению Поварово.